# 유경기 (요동태수)
유경기(劉慶忌, ? ~ ?)는 전한 말기의 황족이자 관료이다.

## 생애
홍가 원년(기원전 20년), 천승령(千乘令)에서 종정으로 승진하였다.
6개월 후, 평도공주가 아들을 죽인 일에 연루되어 요동태수로 좌천되었다.

## 출전
- 반고, 《한서》 권19하 백관공경표 下

| 전임 유무성 | 전한의 종정 기원전 20년 ~ 기원전 19년? | 후임 유타인 |